# Nintendo GameCube
Der Nintendo GameCube ['geɪm 'kjuːb] (englisch für Spielwürfel, jap. ニンテンドー ゲームキューブ, Hepburn: Nintendō Gēmukyūbu, offiziell abgekürzt als GCN in Europa und Nordamerika und NGC in Japan, meist einfach nur GameCube oder kurz GC genannt) ist eine stationäre Spielkonsole des japanischen Konsolenherstellers und Videospielentwicklers Nintendo und Nachfolger des Nintendo 64. Er stand in direkter Konkurrenz zu Segas Dreamcast, Sonys PlayStation 2 und Microsofts Xbox. Er verkaufte sich weltweit etwa 21,74 Millionen Mal, bis der Verkauf im Jahre 2007 offiziell eingestellt wurde. Nachfolger des Nintendo GameCube ist die im Jahr 2006 erschienene Wii, deren erste Ausführung abwärtskompatibel zu Nintendo-GameCube-Software, -Speicherkarten und -Controllern war.

## Geschichte
Nintendo veröffentlichte den GameCube mit der Modellbezeichnung DOL-001 am 3. Mai 2002 in Deutschland, der Preis lag bei der Markteinführung bei 249 €. In den USA war die Konsole bereits seit dem 18. November 2001 erhältlich, in Australien seit dem 17. Mai 2002. Der Arbeitstitel war zunächst Dolphin, deshalb auch die Seriennummern, die mit „DOL“ beginnen. Kurzzeitiger Arbeitstitel danach war Starcube, dieser wurde jedoch wenig später verworfen. Im Mai 2004 erschien eine weitere Ausführung des GameCube mit der Modellbezeichnung DOL-101, welche neben ein paar weiteren Änderungen den Disc-Schacht schneller öffnen ließ und weniger Anschlüsse auf der Rückseite bot.
Ursprünglich von Nintendo mit dem Ziel entwickelt, das Unternehmen wieder an die Spitze der Konsolenhersteller zu führen, musste der GameCube schon zur Veröffentlichung herbe Rückschläge einstecken: Die Verkaufszahlen lagen deutlich unter denen der PlayStation 2, mit Microsoft hatte Nintendo außerdem einen neuen starken Konkurrenten, vor allem in den USA, Nintendos traditionell stärkstem Markt. Ein weiteres Problem war nach Bekanntwerden der Verkaufszahlen die schlechte Unterstützung durch andere Hersteller. Dies führte zu weiterem Nachlassen der Verkäufe – bis ins dritte Jahr lagen die Verkaufszahlen des Nintendo GameCube und der Xbox in etwa gleich; ab 2004 knickten die Verkaufszahlen des Nintendo GameCube allerdings innerhalb weniger Monate ein.
Unabhängige Entwickler spendierten der Konsole keine Exklusivtitel mehr und Nintendo selbst war damit beschäftigt, Spiele für die neue Handheldkonsole, den Nintendo DS, zu entwickeln, der Ende 2004 vorgestellt wurde. Die Folge war eine anhaltende Software-Flaute ab Mitte 2004 bis zum Erscheinen der Nachfolgekonsole Wii: Neue Spiele erschienen nur noch spärlich.
Nintendo verkaufte rund 21,74 Millionen Einheiten des GameCube – weit weniger als die Konkurrenzkonsolen von Sony und Microsoft. Damit gilt die Konsole laut Nintendo als Flop.
Für den GameCube erschienen Ableger vieler bekannter Nintendo-exklusiver Spieleserien, wie zum Beispiel Donkey Kong, The Legend of Zelda und Super Mario. Zusätzlich entstanden auch einige neue Spielserien, wie z. B. Pikmin; daneben belebte Nintendo die Metroid-Serie mit Metroid Prime 1 und 2 wieder.
In Japan erschien 2002 das Arcade-System Triforce, welches hardwaretechnisch auf dem GameCube basiert.
Im November 2006 erschien in Japan als Nachfolger des GameCubes die Nintendo Wii, die in Europa seit dem 8. Dezember 2006 erhältlich war. Die erste Ausführung der Wii war noch kompatibel zu Spielen und Controllern für den GameCube. Es ist allerdings nicht möglich, diese mit der Wii-Fernbedienung zu steuern oder die Spieldaten auf dem internen Flashspeicher zu speichern. Daher werden auf jeden Fall ein GameCube-Controller und eine Memory Card benötigt. Dafür sind an der Seite der Wii hinter einer Abdeckung Anschlüsse für vier Controller und zwei Slots für Memory Cards des GameCubes vorhanden. In den beiden späteren Hardware-Revisionen der Wii (RVL-101 und Wii mini) wurden diese jedoch weggelassen.
Die Produktion der Konsole wurde im Jahr 2007 eingestellt.

## Ausführung
Der GameCube ist ähnlich wie ein Würfel geformt und setzte als erste Spielekonsole von Nintendo auf einen optischen Datenträger (DVD) als Speichermedium für die Spiele, nachdem die Vorgängerkonsole Nintendo 64 massiv dafür kritisiert wurde, die Spiele auf einem Steckmodul zu speichern, die wenig Speicherplatz besaßen und hohe Kosten verursachten. Diese DVD hat einen Durchmesser von 8 cm (entspricht dem der MiniDVD) und einer Kapazität von 1,46 GByte. Die Inkompatibilität zu Standard-DVD-Laufwerken wird durch von der DVD-Norm abweichende Fehlererkennungscodes und Verwendung einer konstanten Drehzahl des Datenträgers hervorgerufen; dies sollte das Anfertigen von Kopien mit handelsüblichen DVD-Brennern auf MiniDVDs erschweren.
Zum Abspeichern von Spielständen wird eine spezielle Speicherkarte namens Memory Card verwendet, die an der Frontseite in das Gerät eingesteckt wird. Anfangs hatte die originale Memory Card von Nintendo eine zu geringe Speicherkapazität, um den Stand einiger Spiele, wie z. B. Die Sims abzuspeichern, doch bot Nintendo später Karten mit mehr Speicherplatz an (hierbei entspricht jeder Speicherblock 64 Kbit):
- Memory Card mit 0059 Blöcken (04 Mbit / DOL-008)
- Memory Card mit 0251 Blöcken (16 Mbit / DOL-014)
- Memory Card mit 1019 Blöcken (64 Mbit / DOL-020)

Neben einem digitalen Steuerkreuz verfügt der Controller (Modellbezeichnung: DOL-003) über zwei Analogsticks, vier Aktionstasten und einen Startknopf, die der Spieler mit den Daumen bedient. An der Stirnseite besitzt der Controller zwei analoge L- und R-Knöpfe, die aber auch jeweils einen digitalen Druckpunkt haben, der beim vollen Durchdrücken der Tasten betätigt wird, und einen digitalen Z-Knopf, der mit dem rechten Zeigefinger ausgelöst wird. An einer Konsole lassen sich bis zu vier Eingabegeräte anschließen. Der Controller verfügt zusätzlich über eine Rumble-Funktion.
Die Konsole und Eingabegeräte waren in Europa und den USA in den Farben Purple (oft auch als Indigo bezeichnet), Schwarz und Silber erhältlich sowie, seit Erscheinen des Spieles Mario Smash Football, auch in Pearl-Weiß. Der violette GameCube stellte hierbei das markenbestimmende Basisprodukt dar (vgl. hierzu etwa die Veröffentlichung der ersten GBAs, die ebenfalls violett waren), gefolgt von der schwarzen Variante, die von Anfang lediglich als Alternativ-Design verfügbar war.
In Japan waren zusätzlich die Farben Rot, Starlight Gold, Symphonic Green und Spicy Orange erhältlich. Der silberne GameCube war in limitierter Auflage als Zelda-, Mario-Kart- und Resident-Evil-4-Edition auch in PAL-Regionen erhältlich.

## Panasonic Q

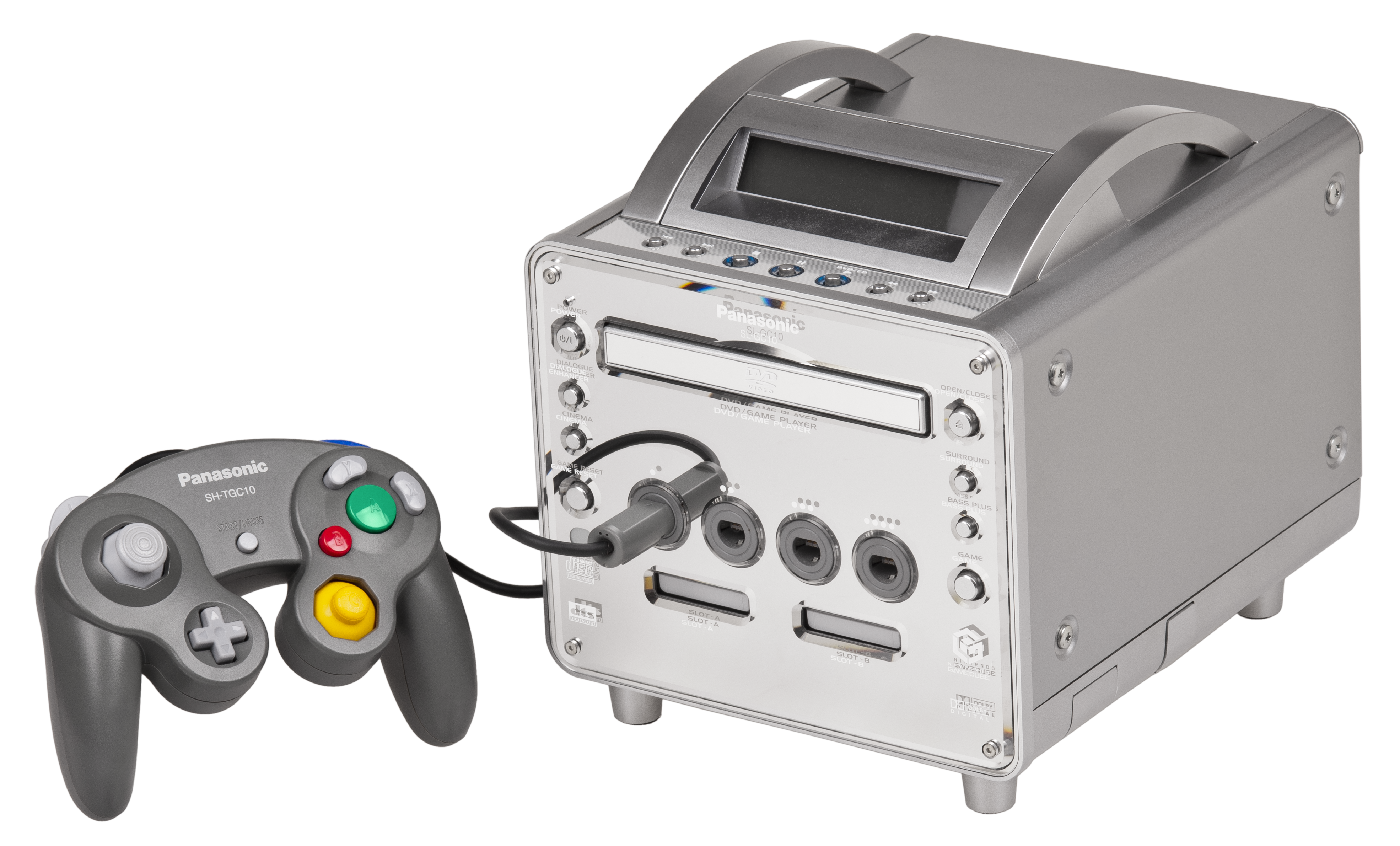
GameCube-Sonderedition Panasonic Q

Panasonic Q (SL-GC10) war eine offiziell lizenzierte Version des GameCube und wurde von der Firma Panasonic hergestellt. Der Unterschied zum Standard-GameCube besteht darin, dass er neben Spielen auch Video-DVDs und Audio-CDs abspielen kann. Das System wurde ausschließlich in Japan vertrieben und kam im Dezember 2001 für 39.800 Yen auf den Markt.
Nintendo hatte mit Panasonic einen Vertrag über die Lieferung der Laser-Einheiten für den GameCube abgeschlossen. In diesem Vertrag war auch festgelegt, dass Panasonic von Nintendo die Erlaubnis erhält, DVD-Spieler herzustellen, die GameCube-Spiele lesen können.

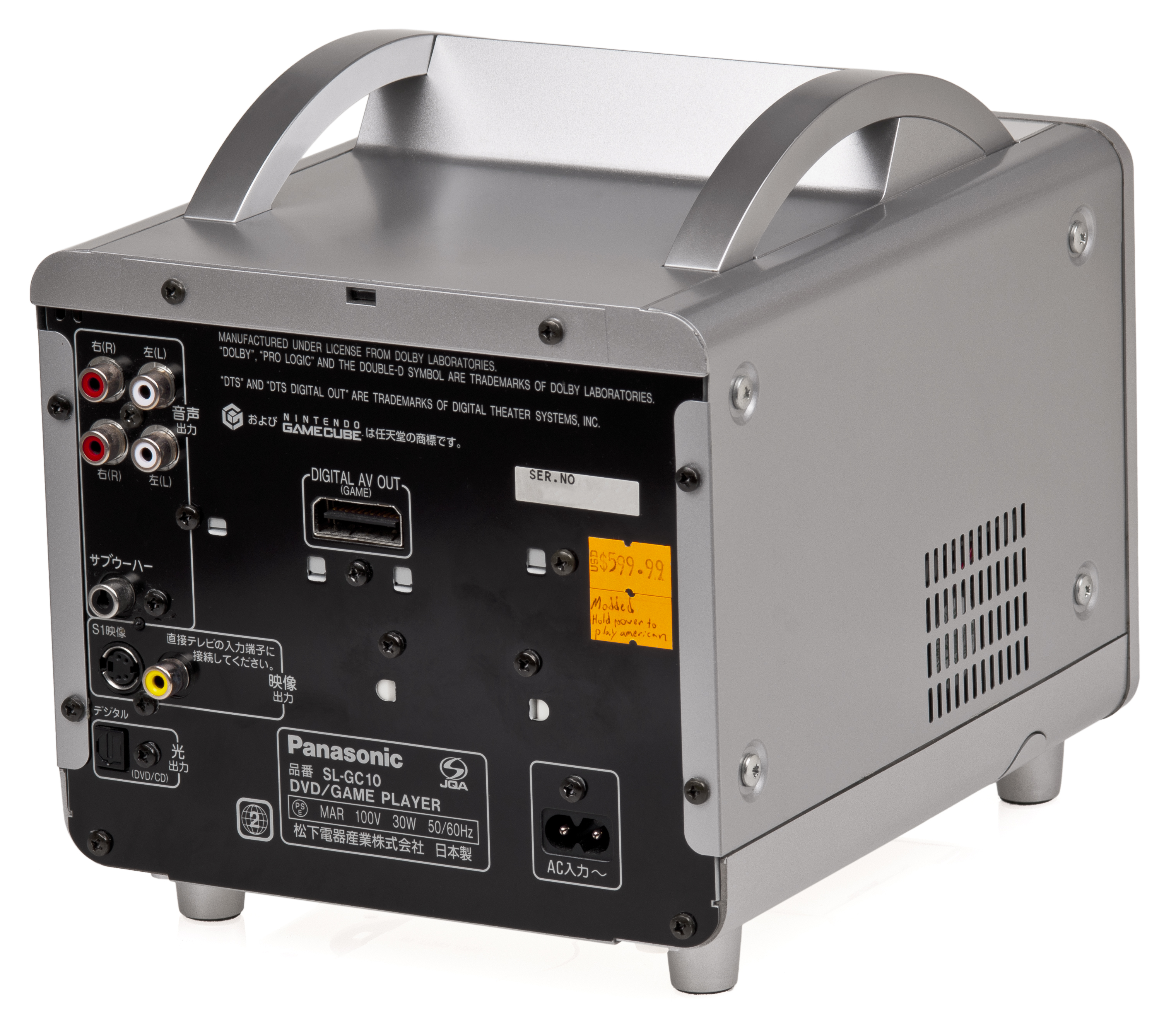
Rückseite des Panasonic Q mit den zusätzlichen Anschlüssen

Ein weiteres Merkmal des Panasonic Q war seine hintergrundbeleuchtete Flüssigkristallanzeige und die bei DVD-Spielern übliche Schublade. Außerdem hatte der Panasonic Q einen optischen 5.1-Dolby-Digital- sowie einen separaten Subwoofer-Ausgang. Das Gehäuse wurde aus Metall gefertigt. Erweiterungen, die für den normalen GameCube hergestellt wurden, funktionierten auch mit dem Panasonic Q. Einzige Ausnahme war der Game Boy Player, der auf Grund der Füße am Panasonic Q nicht genutzt werden konnte. Es gab jedoch einen extra angefertigten „Panasonic Q Game Boy Player“ mit der Modellbezeichnung SH-GB10. 
Die Panasonic-Variante verfügt außerdem über drei Cinch-Ausgänge für Composite-Video und Stereo-Ton, S-Video und den vom normalen GameCube bereits bekannten „Digital-AV-Out“-Anschluss.
Aufgrund des vergleichsweise hohen Preises und des schleppenden Verkaufs wurde die Produktion zwei Jahre später im Dezember 2003 eingestellt.

## Zubehör

### Alternative Controller
Wavebird-Controller

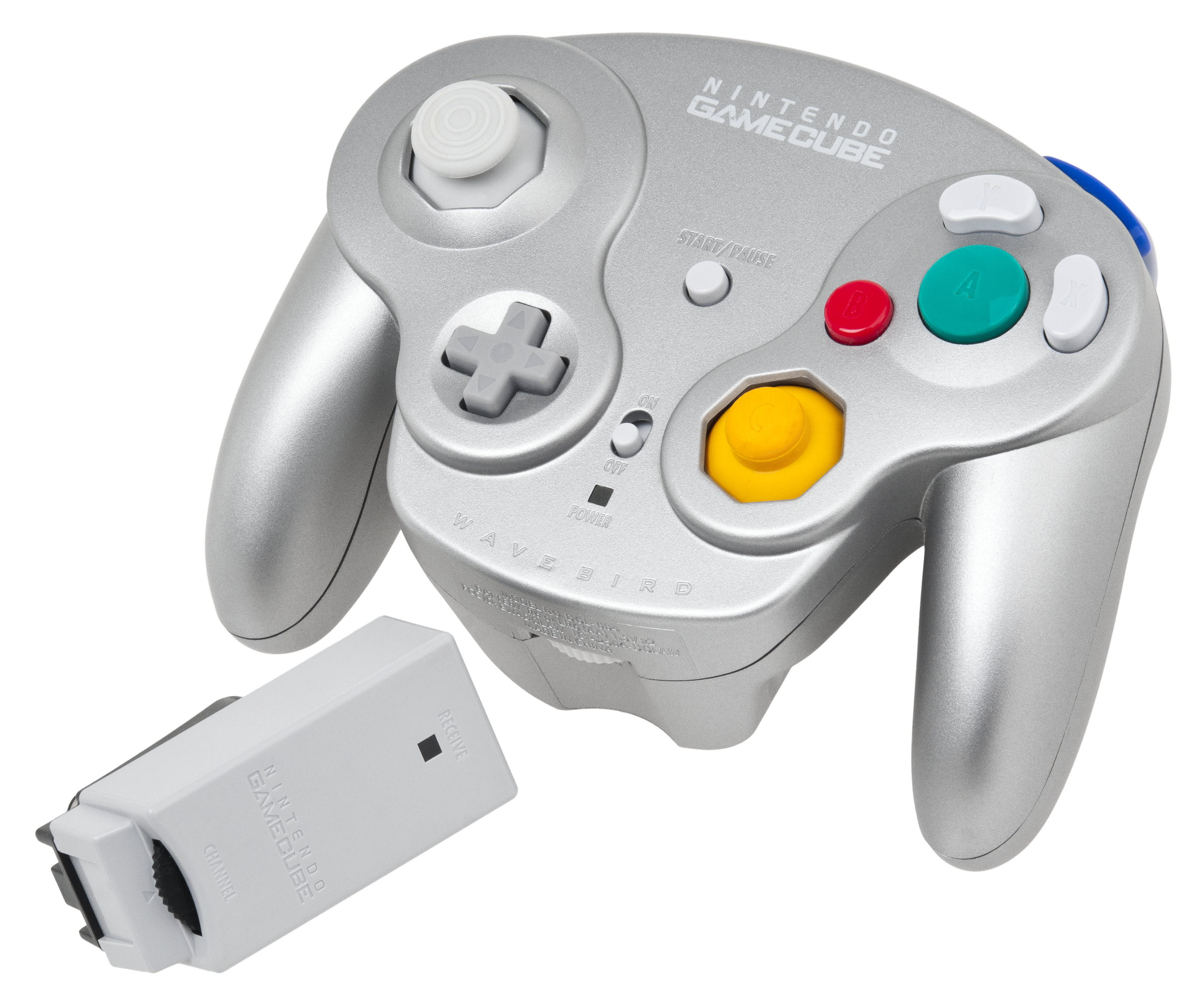
Kabelloser Wavebird-Controller mit Funkempfangseinheit

Nintendo bot einen separat zu erwerbenden Wavebird-Controller (stilisiert als WAVEBIRD, Modellbezeichnung: DOL-004) an und etablierte damit den Funkcontroller, der kabelloses und im Gegensatz zur bis dahin bekannteren Infrarottechnologie bequemeres Spielen ermöglichte, da sogar durch solide Wände funktionsfähige Spielsteuerung möglich war.
DK Bongos
Mit dem Spiel Donkey Konga wurde die DK Bongos (Modellbezeichnung: DOL-021) vorgestellt. Der Bongo-Controller wird wie jeder andere Controller angeschlossen und besitzt neben zwei Trommelflächen auch einen Startknopf sowie ein Mikrofon zur Wahrnehmung von Klatschgeräuschen. Die Bedienmöglichkeiten sind ausschließlich auf das Spiel Donkey Konga abgestimmt. Man kann das Spiel allerdings auch mit einem gewöhnlichen Controller steuern. Der Klatschsensor kann außerdem durch einfaches Pfeifen überlistet werden. Weitere Verwendung finden die Bongos im Spiel Donkey Kong: Jungle Beat und Donkey Konga 2.
Mikrofon

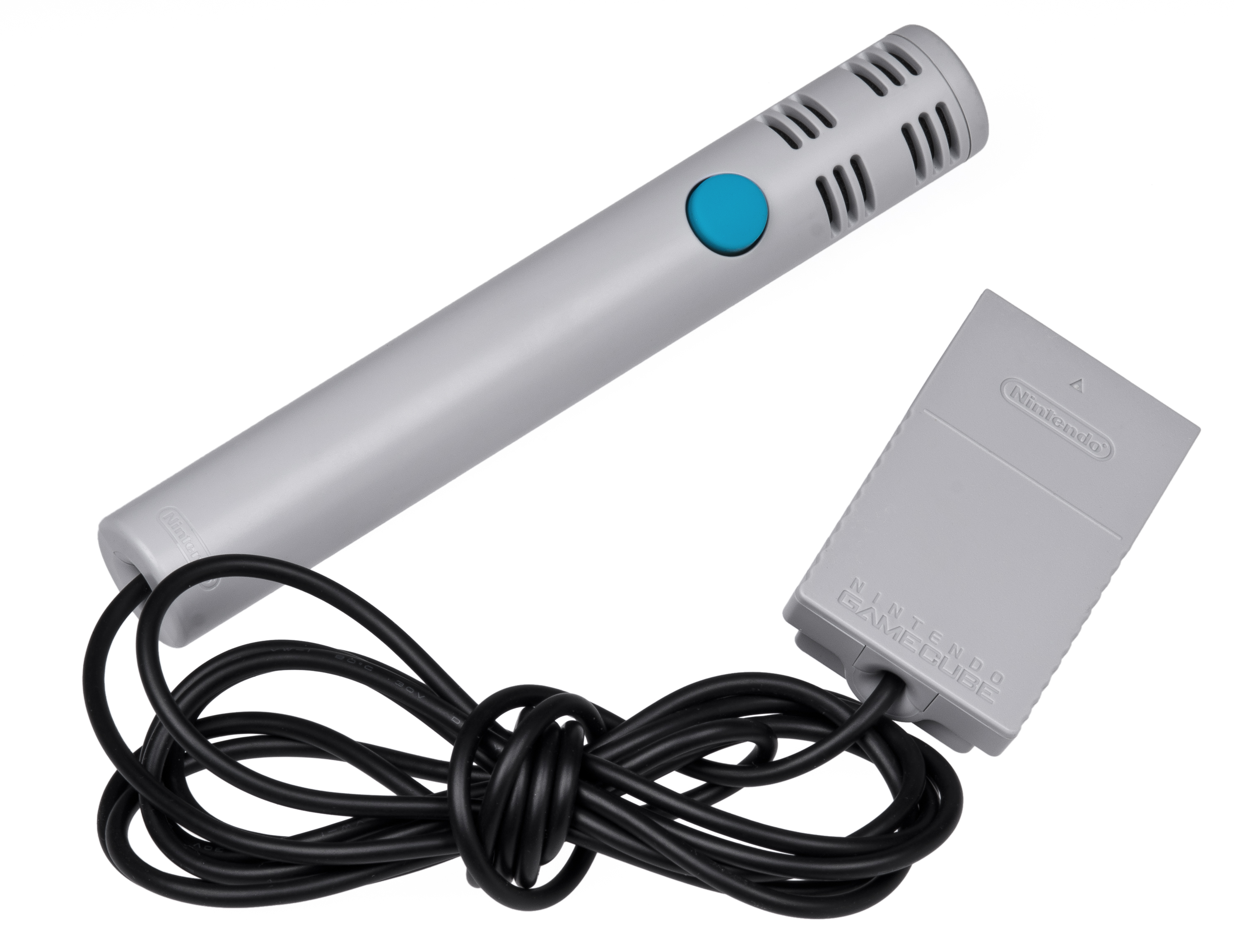
Mikrofon (Modellbezeichnung: DOL-025)

Bei den Spielen Mario Party 6, Mario Party 7 und Odama wurde ein Mikrofon mit der Modellbezeichnung DOL-022 mitgeliefert. Damit können Teile dieser Spiele per Spracheingabe gesteuert werden. Odama enthielt noch zusätzlich eine Halterung (DOL-025), die es gestattet, das Mikrofon am Controller zu befestigen. Das Mikrofon wird im B-Port der Speicherkarte angeschlossen.
Sonstige Controller
Speziell für das Horrorspiel Resident Evil 4 wurde von Capcom ein Controller entwickelt, dessen Aussehen einer Motorsäge nachempfunden ist.
Seit der Mario-Version von Dancing Stage wird die Tanzmatte (DOL-024) unterstützt.

### Online-Gaming

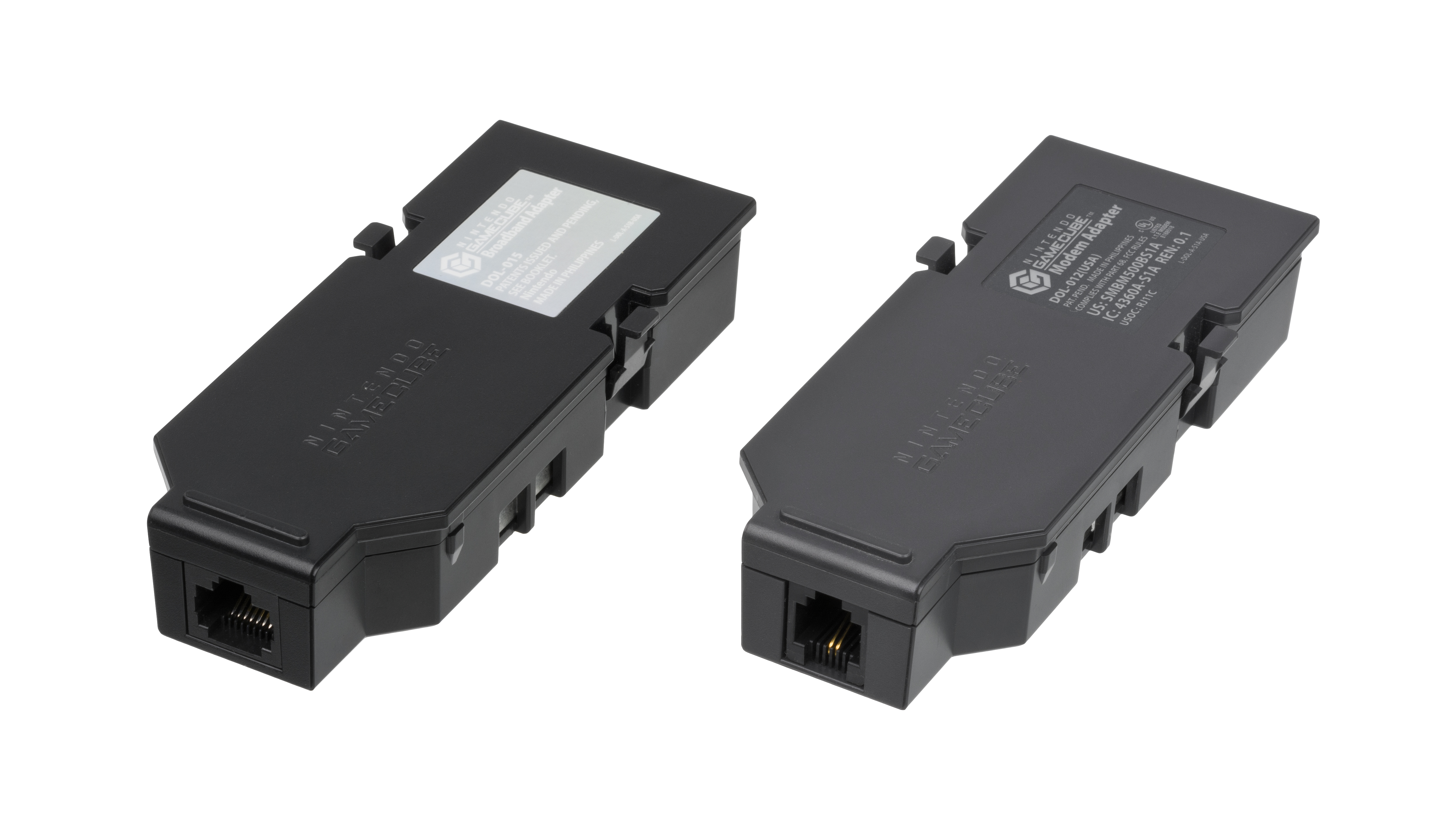
Breitband und Modem für den GameCube

Auch der GameCube unterstützte, wie die Konkurrenzkonsolen, Online-Gaming. Nintendo begann mit dem Verkauf von entsprechender Zusatzhardware im Frühjahr 2003. Um eine Internetverbindung herzustellen, musste auf der Unterseite der Konsole ein separat erhältliches Modem mit der Modellbezeichnung DOL-012 oder ein Breitband-Adapter mit der Modellbezeichnung DOL-015 eingesetzt werden. Es erschienen jedoch insgesamt nur drei Spiele, die die Online-Funktion des GameCube unterstützten: Phantasy Star Online I & II, Phantasy Star Online III C.A.R.D sowie das ausschließlich in Japan erschienene Homeland. Die Server für die beiden Phantasy-Star-Online-Spiele wurden am 31. März 2007 abgeschaltet, nur einen Monat später, am 30. April 2007, erfuhr auch Homeland das gleiche Schicksal. Es ist jedoch möglich, die Phantasy-Star-Online-Teile über private Server weiter online zu spielen.
Die Online-Funktion des GameCube wurde allgemein als Misserfolg gewertet. Dies lag hauptsächlich an der mangelnden Verbreitung des Online-Zubehörs, die von Anfang an durch das zu geringe Angebot an geeigneter Software erschwert war. Zum Start des Online-Zubehörs war nur ein einziges onlinefähiges Spiel verfügbar, Phantasy Star Online Episode I & II, das bereits zwei Jahre zuvor auf der Dreamcast erschienen war.
Der Breitbandadapter unterstützt auch Netzwerkspiele, ein solcher LAN-Modus ist in Mario Kart: Double Dash!!, Need for Speed: Most Wanted, Kirby Air Ride und 1080° Avalanche verfügbar. Für diese Spiele, die zwar im LAN, aber nicht über Internet gespielt werden können, wurde unabhängig von Nintendo von Fans das Tunneling-Programm namens Warp Pipe entwickelt, das LAN-Spiele mit moderaten Qualitätseinbußen auch internettauglich machen kann. Auch die XLink-Software erlaubt es, GameCube-LAN-Spiele via Internet zu spielen.

### Sonstiges Zubehör
Im Gegensatz zu NTSC-Version des GameCube, der das Bild nur via S-Video darstellt, bietet die PAL-Version des GameCube auch ein RGB-Signal für eine klarere und schärfere Bilddarstellung. Hierzu ist jedoch ein RGB-Kabel notwendig. Das offizielle GameCube-RGB-Kabel mit der Modellbezeichnung DOL-013 verfügt im Gegensatz zu Drittherstellerprodukten nicht über gesonderte Anschlüsse für eine Musikanlage.
Die PAL-Version des GameCube unterstützte softwareseitig kein Vollbildverfahren. Für den Digital-AV-Out-Anschluss verkaufte Nintendo am US- und japanischen Markt ein Component-Kabel, ein europäischer Dritthersteller stellte hierfür ein daraus modifiziertes RGB-Kabel her. Zur Nutzung musste beim Starten des GameCubes der B-Knopf gedrückt gehalten werden. Der digitale AV-Ausgang war weltweit in späteren Revisionen des GameCube mit der Modellbezeichnung DOL-101 nicht mehr integriert.

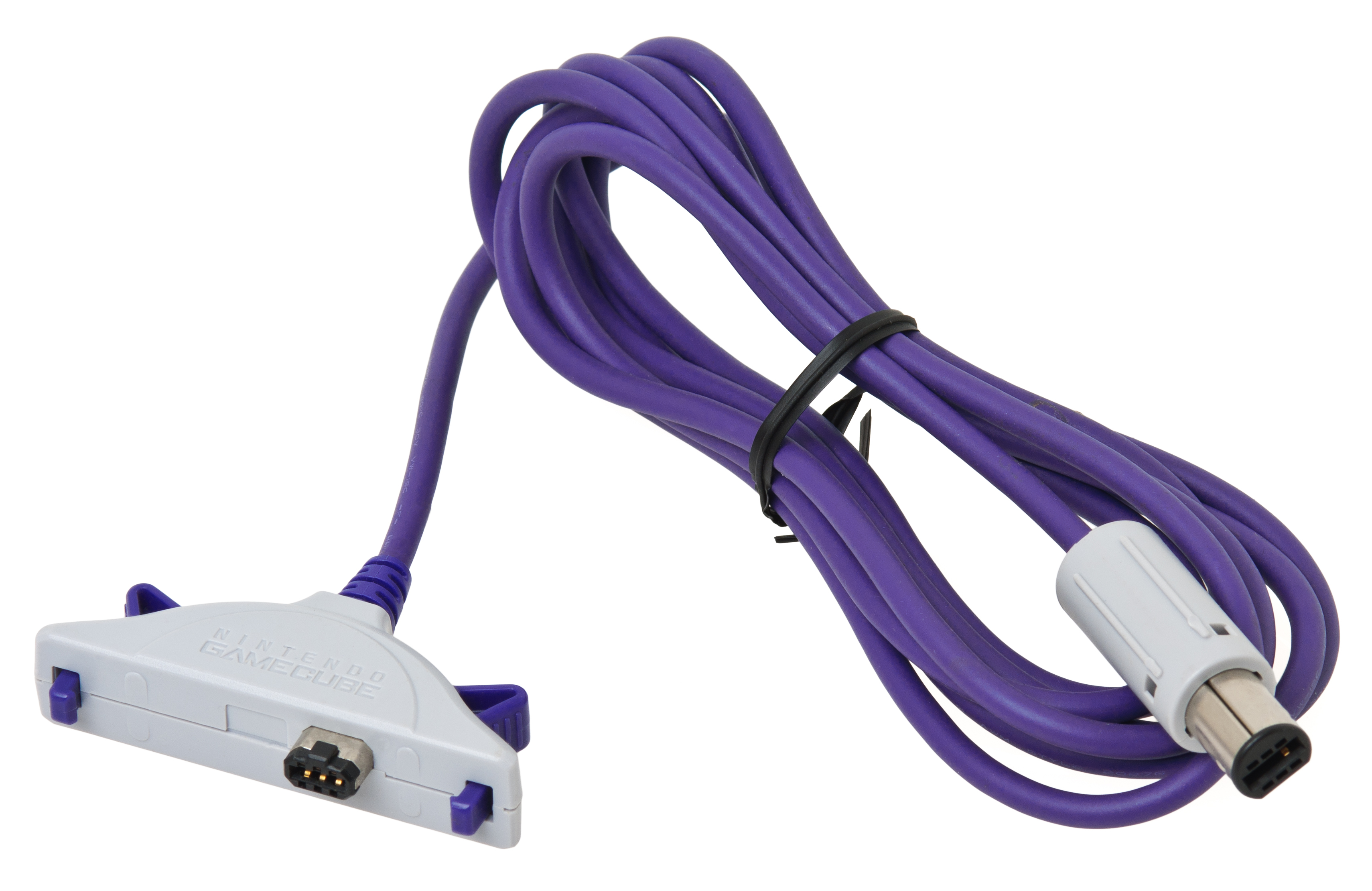
Kabel zur Verbindung des GameCube mit dem Game Boy Advance

Mit Hilfe eines speziellen Verbindungskabels („DOL-011“) kann ein Game Boy Advance an den GameCube angeschlossen und in bestimmten Spielen als Controller verwendet werden. Auf dem Bildschirm des GBA werden dann je nach Spiel weitere Informationen angezeigt, manchmal auch ganz neue Spielfunktionen oder Spielmodi. Der Game Boy Micro lässt sich mit dem Verbindungskabel nicht verwenden.

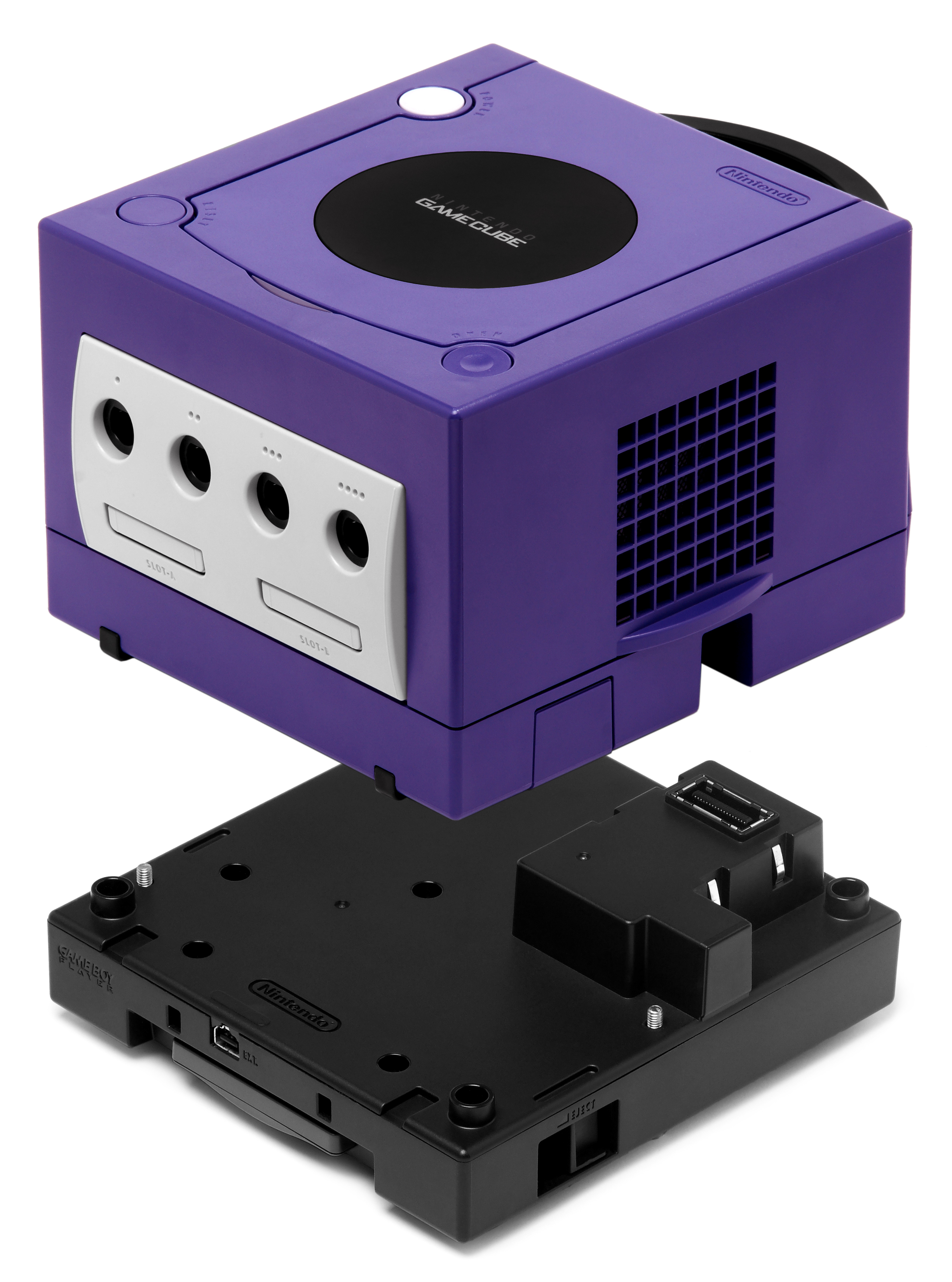
Game Boy Player unter einem schwebenden GameCube

Der Game Boy Player (DOL-017) ist ein Erweiterungsperipheriegerät für den GameCube und erlaubt das Spielen sämtlicher Game-Boy-Spiele über den GameCube am Fernseher. Dazu wird der Game Boy Player von unten an die Konsole gesteckt und das Game-Boy-Spiel in den Game Boy Player eingelegt. Zur Steuerung können alle verfügbaren GamePads genutzt werden, darunter auch die Game-Boy-Advance-Handhelds mithilfe des Verbindungskabels.

### Homebrew und Urheberrechtsverstöße
Mit Erscheinen des Online-Titels Phantasy Star Online (am 7. März 2003 in Europa erschienen) wurde es erstmals für Privatpersonen möglich, unlizenzierte Software auf dem GameCube auszuführen. Das Spiel konnte im Online-Modus vom zentralen Spieleserver Programmteile nachladen. Eine Software für den PC konnte nun diesen Spieleserver simulieren und ein eigenes Programm zum GameCube schicken, welches dann ausgeführt wurde. Eine kryptografische Signatur wurde dort nicht verwendet, lediglich eine Verschlüsselung, die umgangen werden konnte, worauf später dieser Weg auch zum Spielen von urheberrechtswidrig hergestellter Kopien durch Streamen und Patchen der Daten über den Netzwerkadapter genutzt wurde.
Einen ersten Modchip, der dies direkt ermöglichte, gab es beim GameCube erst Ende 2004. Zuletzt wurde das Ausführen von Homebrew über ein Gerät mit der Bezeichnung SD Media Launcher (Datel Electronics) auf dem GameCube möglich. Die Software wird dabei durch eine Start-CD von einer SD-Speicherkarte geladen, die sich in einem Adapter im Schacht für die GameCube-Speicherkarten befindet.
Mittlerweile ist es auch möglich, durch Savegame-Exploits in diversen Spielen u. a. The Legend of Zelda: The Wind Waker und The Legend of Zelda: Twilight Princess unautorisierten Code auf dem GameCube auszuführen. Da dazu jedoch eine vorherige Manipulation der Memory Card vonnöten ist, was erst durch Homebrew auf der Wii einem großen Teil der Nutzer möglich wurde, hatten jene Savegame-Exploits zu Zeiten des Gamecubes keine Relevanz. Der Pufferüberlauf, der das Ausführen unautorisierten Codes durch The Legend of Zelda: Twilight Princess ermöglicht, ist auch in der Wii-Version enthalten und ermöglichte 2007 erstmals das Ausführen unautorisierten Codes auf der Wii und erlangte als sogenanntes Twilight Hack weitreichende Bekanntheit.

## Emulation
Mit der Software Dolphin existiert ein Emulator, der den Nintendo GameCube und die Wii auf einem Computer oder Smartphone emulieren kann.

## Spiele (Auswahl)

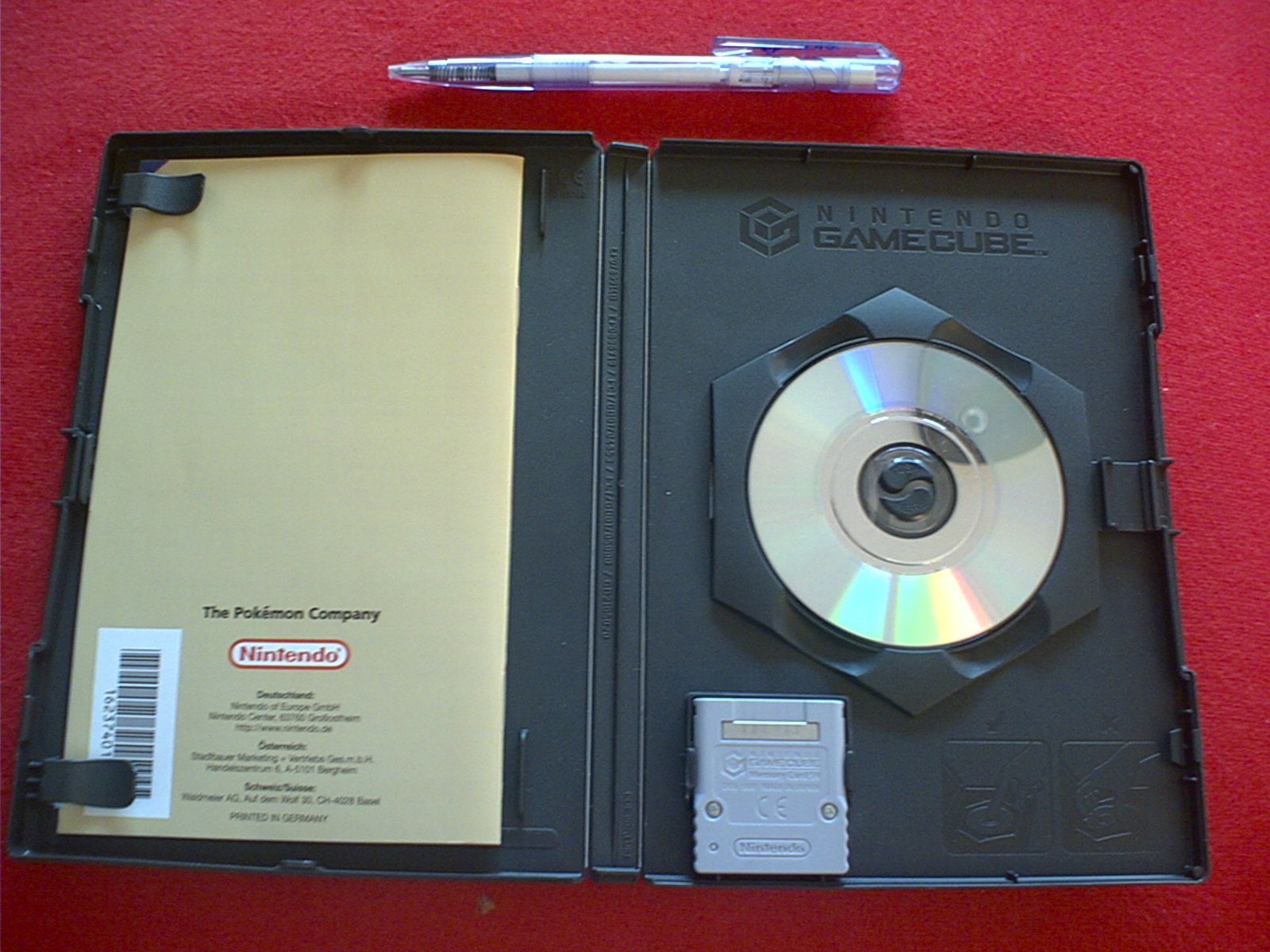
GameCube-Spielhülle mit Handbuch, Speicherkarte (Memory Card) und MiniDVD

Für den GameCube sind über 600 Spiele verfügbar, zu den bekanntesten zählen u. a.:
- 1080° Avalanche
- Ab durch die Hecke
- Animal Crossing
- Baten Kaitos
- Donkey Konga 1–3
- Donkey Kong Jungle Beat
- Eternal Darkness: Sanity’s Requiem
- F1 2002
- F-Zero GX
- Final Fantasy Crystal Chronicles
- Fire Emblem: Path of Radiance
- killer7
- Kirby Air Ride
- The Legend of Spyro: A New Beginning
- Luigi’s Mansion
- Mario Golf: Toadstool Tour
- Mario Kart: Double Dash!!
- Mario Party 4–7
- Mario Power Tennis
- Mario Smash Football
- Magical Mirror Mickey Mouse
- Metroid Prime 1 & 2 Echoes
- Paper Mario: Die Legende vom Äonentor
- Phantasy Star Online 1–3
- Pikmin 1 & 2
- Pokémon Colosseum
- Pokémon XD: Der Dunkle Sturm
- Rayman 3: Hoodlum Havoc
- Resident Evil 4
- Sonic Adventure 2: Battle
- Star Fox Adventures
- Star Wars: Rogue Squadron II – Rogue Leader & Star Wars: Rogue Squadron III – Rebel Strike
- Super Mario Sunshine
- Super Monkey Ball 1 & 2
- Super Smash Bros. Melee
- Tales of Symphonia
- The Legend of Zelda: Four Swords Adventures
- The Legend of Zelda: The Wind Waker
- The Legend of Zelda: Twilight Princess
- The Legend of Zelda: Ocarina of Time
- TimeSplitters 2
- True Crime: Streets of LA
- True Crime: New York City
- Tony Hawk’s: Pro Skater 3 & 4, Underground 1 & 2 sowie American Wasteland
- Wario World
- Wave Race: Blue Storm
- WWE Day of Reckoning 1 & 2

## Technische Daten

### CPU
- Name: Gekko
- Art: 32-Bit-RISC-Prozessor
- Leistung: 485 MHz

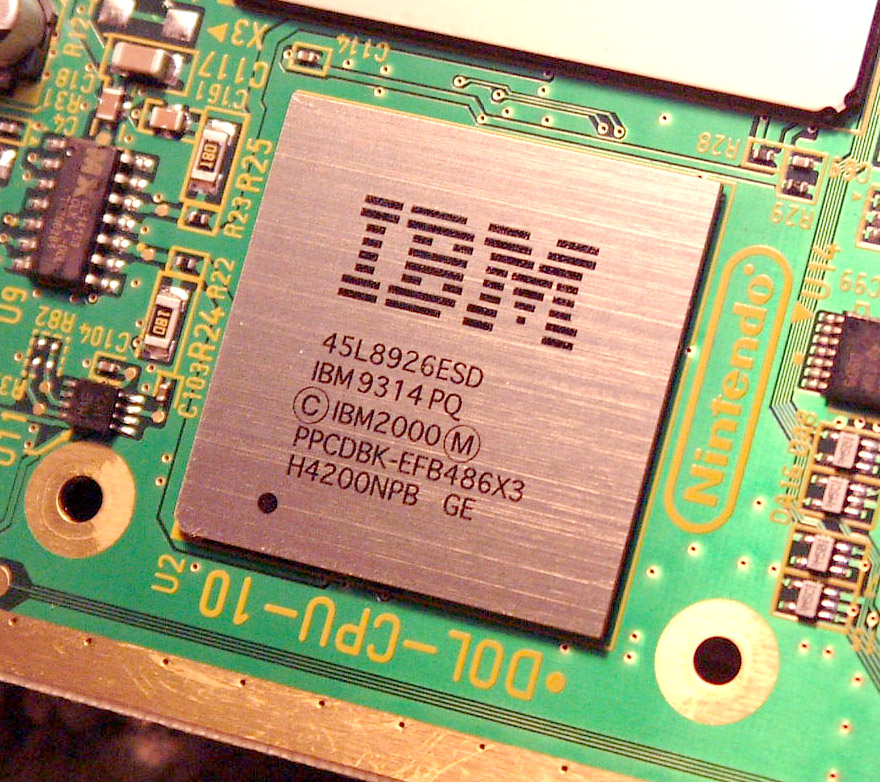
Blick auf den Prozessor des GameCube

  - CPU: 1,9 GigaFLOPS / 925 MIPS / 1125 DMPIS
  - Gesamtsystem: 13 GigaFLOPS (Spitze) (MPU, Geometry Engine, HW Lighting Total)
- Hersteller: IBM
- Kern: PowerPC 750CXe (G3) ähnlich
- Herstellungsverfahren: 0,18 µm (IBM Copper-Wire-Technologie)
- Taktfrequenz: 485 MHz, 162 MHz Front Side Bus
- Interne Datenformate:
  - 32-Bit Integer
  - 64-Bit Floating-point
  - 2× 32-Bit-Floating-point-SIMD (paired single)
- Externer Bus:
  - In der Spitze 1,3 GB/s Bandbreite
  - 32-Bit-Adressspeicher
  - 64-Bit-Datenbus; 162-MHz-Takt
- Interner Speicher:
  - L1: Befehl 32 KB, Daten 32 KB (8 Wege)
  - L2: 256 KB (2 Wege)

### Grafik
- Name: Flipper
- Hersteller: ArtX/Nintendo (ArtX ist seit 2000 Teil von ATI und gehört damit jetzt zu AMD)
- Herstellungsverfahren: 0,18 µm
- Taktfrequenz: 162 MHz
- Leistung: 9,4 GigaFLOPS
- Texturen pro Renderpass: 8
- Videomodi:
  - 720 × 480 interlaced (480i) bei 60 Hz
  - 720 × 576 interlaced (576i) bei 50 Hz (nur PAL)
  - 720 × 480 progressive scan (480p) bei 60 Hz (nur NTSC)
- Polygon Performance: 40 (Peak) Millionen Polygone/Sekunde mit allen Effekten
- Eingearbeiteter Framebuffer und Z-Buffer:
  - Etwa 2 MB Kapazität (jeweils 1 MB für die Buffer)
  - Verträgliche Latenzzeit: 5 Nanosekunden
  - RAM: 1T-SRAM
- Eingearbeiteter Texturencache:
  - Etwa 1 MB Kapazität
  - Verträgliche Latenzzeit: 5 Nanosekunden
  - RAM: 1T-SRAM
- Texturlesebandbreite: In der Spitze 10,4 GB/s
- Hauptspeicherbandbreite: In der Spitze 2,6 GB/s
- Farbtiefe
  - 24-Bit-RGB/RGBA
  - 24-Bit-Z-Buffer
- Bildverarbeitungsfunktionen:
  - Nebel
  - Subpixel-Antialiasing
  - 8 Hardwarelichter
  - Alpha Blending
  - Virtuelles Texturendesign
  - Multi-texturing, Bumpmapping
  - Environment Mapping
  - Mip Mapping
  - Bilineares Filtern
  - Trilineares Filtern
  - Anisotropes Filtern
  - Echtzeit Hardwaretexturdekompression (S3TC)
  - Echtzeit-Displaylist-Dekompression
  - Dreizeiliger Hardware-Antiflackerfilter
- Analog-AV-Ausgang:
  - Ausgang PAL: Composite-(FBAS-), RGB-Signale am proprietären Multi-AV-Port[14]
  - Ausgang NTSC: Composite-(FBAS-), S-Video(-YC)-Signale am proprietären Multi-AV-Port
- Digital-AV-Ausgang:
  - Komponentensignal (YPbPr) am proprietären Digital-AV-Port[15] (Wurde an allen GameCubes, die nach dem Mai 2004 produziert wurden, entfernt.[16])

### Audio
- Hersteller: Macronix
- Proprietärer 16-Bit-DSP
- Taktfrequenz: 81 MHz
- Befehlsspeicher:
  - 8 KB ROM
  - 8 KB RAM
- Datenspeicher:
  - 8 KB RAM
  - 4 KB ROM

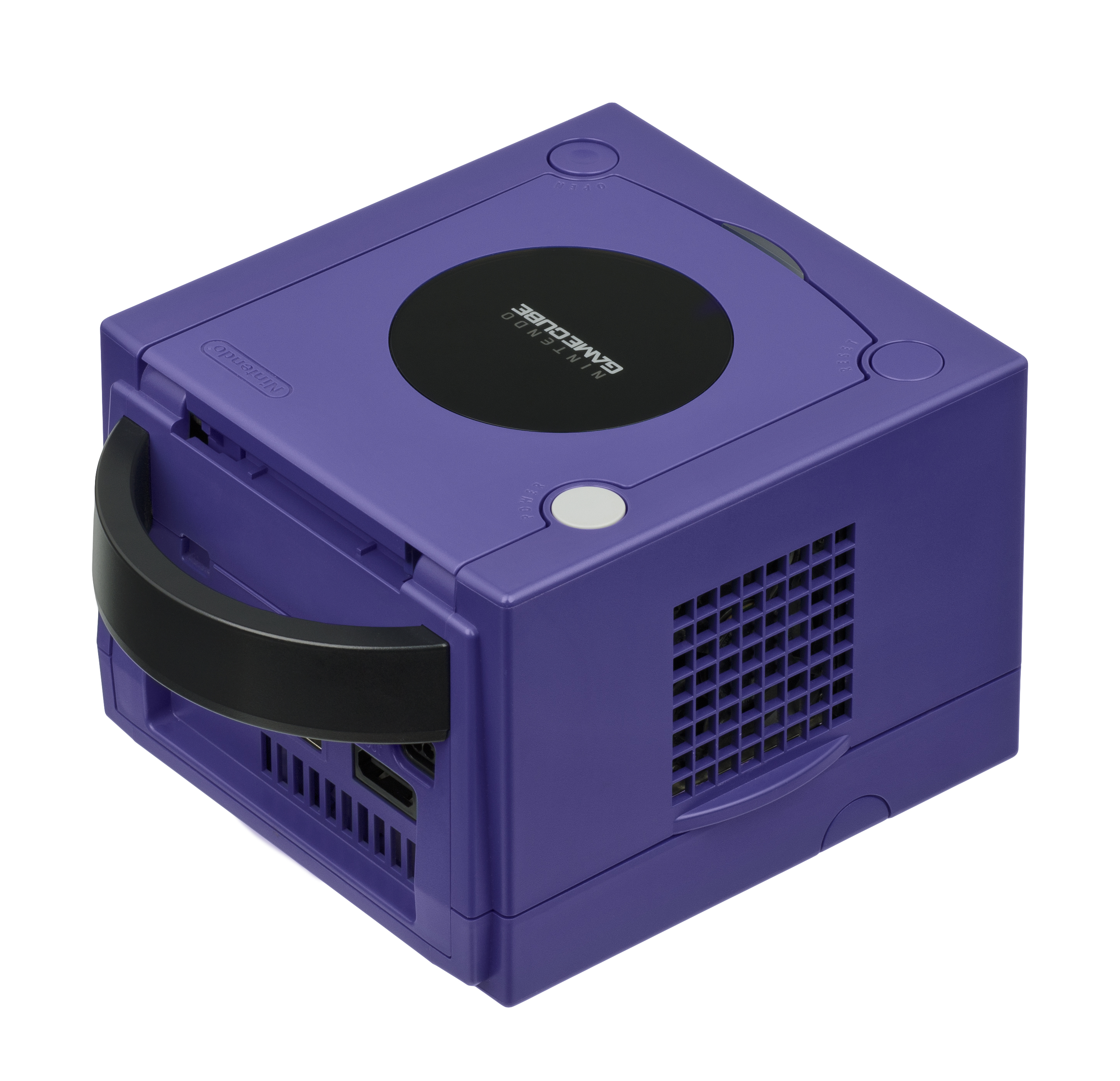
Rückseite der alten Ausführung des GameCube (bis Mai 2004) (mit mehr Anschlüssen als bei der neuen Ausführung)

- Gleichzeitige Audiokanäle: 64 3D-Kanäle (Maximal Dolby Surround)
- Kodierung: ADPCM
- Samplingfrequenz: 48 kHz
- Dolby Surround ProLogic II

### Zusätzliches
- System-RAM:
  - 24 MB Kapazität
  - 10 Nanosekunden Zugriffszeit
  - 324 MHz, 64-Bit-Bus
  - 2,6 GB/s Bandbreite

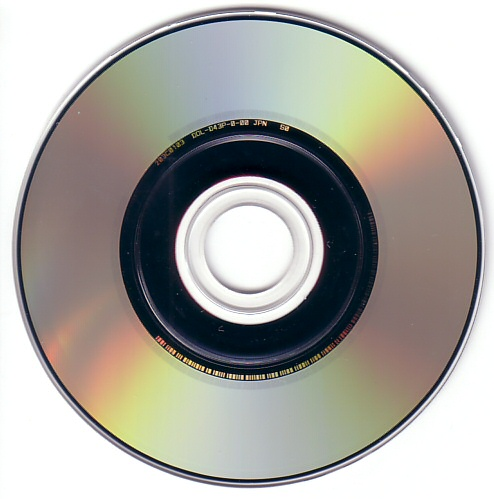
GameCube-Disk mit einer Speicherkapazität von 1,46 GB

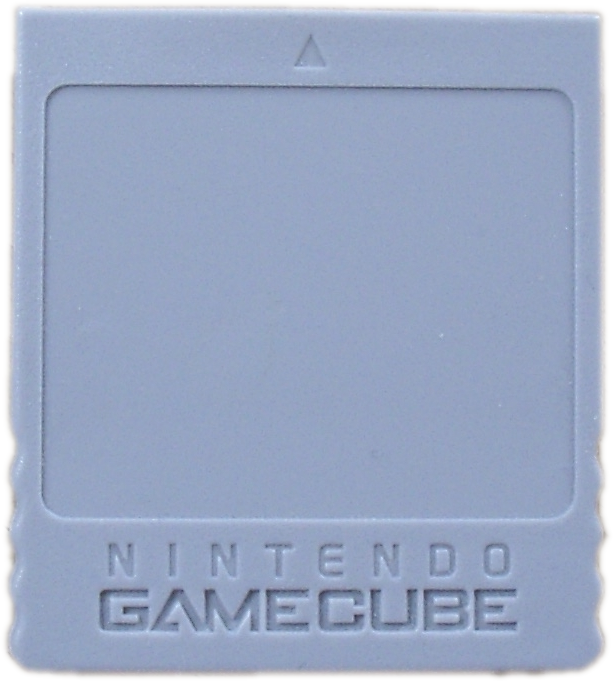
Speicherkarte (Memory Card) mit 59 Blöcken

  - 1T-SRAM (kombiniert die Vorteile von SRAM mit erheblich reduziertem Ressourcenaufwand)
- ARAM (Audio/Auxiliary RAM):
  - 16 MB Kapazität
  - SDRAM
  - 81 MHz Taktrate, 8-Bit-Bus
- Laufwerk:
  - Typ: Constant Angular Velocity (CAV)
  - Zugriffszeit: 126 Millisekunden
  - Datentransfer: max. 2,4 MB/s
- Datenträger:
  - Hersteller: Panasonic
  - Basiert auf DVD, aber proprietäres Format
  - Durchmesser: 8 cm
  - 1,46 GB Kapazität
- Controller-Anschlüsse: 4
- Memory-Card-Steckplätze: 2
- Analoge Audio/Video-Ausgänge: 1
- Digitale Audio/Video-Ausgänge: 1 (in der neueren Version des GameCubes nicht mehr vorhanden)
- Serielle Hochgeschwindigkeitsanschlüsse: 2 (für Modem oder Ethernet, für den zweiten Anschluss gibt es keine Geräte und er ist in der neueren Version des GameCubes ebenfalls nicht mehr vorhanden)
- Parallele Hochgeschwindigkeitsanschlüsse: 1 (für Game Boy Player)
- Stromversorgung: AC-Adapter DC 12 V, 3,25 A
- Abmessungen Konsole: 150 mm × 161,5 mm × 110 mm
- 4 Controller-Anschlüsse Game-Controller

### Komponentensignal
Nintendo veröffentlichte im Mai 2004 eine Hardware-Revision des Gamecubes (DOL-101). Hierbei wurde weltweit der digitale AV-Out-Anschluss vollständig entfernt, der analoge AV-Out blieb jedoch bestehen. In Nordamerika und Japan veröffentlichte Nintendo ein Komponentenkabel, welches eine Auflösung von 480p ermöglichte und den digitalen AV-Out-Anschluss verwendete. Das originale Kabel von Nintendo verfügte über keine Audioausgabe, diese erfolgte weiterhin durch den analogen AV-Out-Anschluss. In Europa erschien dieses Kabel allerdings nie.